# ジェレミー・ノビス
ジェレミー・M・ノビス（1970年8月31日 - 2023年4月19日）は、1994年の冬季オリンピックに出場したアメリカ合衆国の元アルペンスキーヤーである。ウィスコンシン州マディソン生まれ。 
ノビスは、現在業界を支配しているアグレッシブなビッグマウンテンスキーのパイオニアの1人だった。ウォーレンミラーエンターテインメント、テトングラビティリサーチ、マッチスティックプロダクションズなどのスタジオによる多くのスキー映画のスターであり、彼はスポーツの伝説として尊敬されている。 
2019年に飲酒運転によりユタ州アイアン郡の刑務所にしばらく収監された。また、2021年に同事件に関するテレビ電話による出廷に応じなかったため、逮捕状が出され、2023年2月にようやく逮捕された。2023年4月19日、ユタ州アイアン郡シーダーシティの刑務所の独房で死去。52歳没。 